# Бец Володимир Олексійович
Бец Володимир Олексійович (нар. 14 (26) квітня 1834, Татарівщина — 30 вересня (12 жовтня) 1894) — український видатний анатом і гістолог, педагог, громадський діяч, професор Київського Університету, член багатьох наукових товариств.

## Біографія
Народився 26 квітня 1834 року в селі Татарівщині поблизу міста Остра (нині Чернігівська область) у дворянській родині. Навчався в Ніжинській та 2-й Київскій гімназіях. По закінченні медичного факультету Київського університету в 1860 році займався науковою працею в галузі анатомії на кафедрі анатомії, якою в той час керував професор Олександр Вальтер. Одночасно приділяв увагу вивченню української історії. Разом з Володимиром Антоновичем написав та видав книгу «Історичні діячі Південно-Західної Росії», котра в урядових колах була сприйнята як вияв українського сепаратизму і протест проти політики самодержавства. У 1863 році захистив докторську дисертацію (про кровообіг у печінці). З 1868 року — професор, завідувач кафедрою анатомії Київського університету. Цю посаду займав до 1889 року, коли під тиском керівництва змушений був піти у відставку.
Багато уваги приділяв педагогічній роботі, не залишаючи і практичної лікарської діяльності: з 1871 року був консультантом по нервових хворобах при Кирилівській лікарні в Києві (тепер лікарня імені І. П. Павлова), а з 1884 року займав посаду головного лікаря Товариства Південно-Західних залізниць.

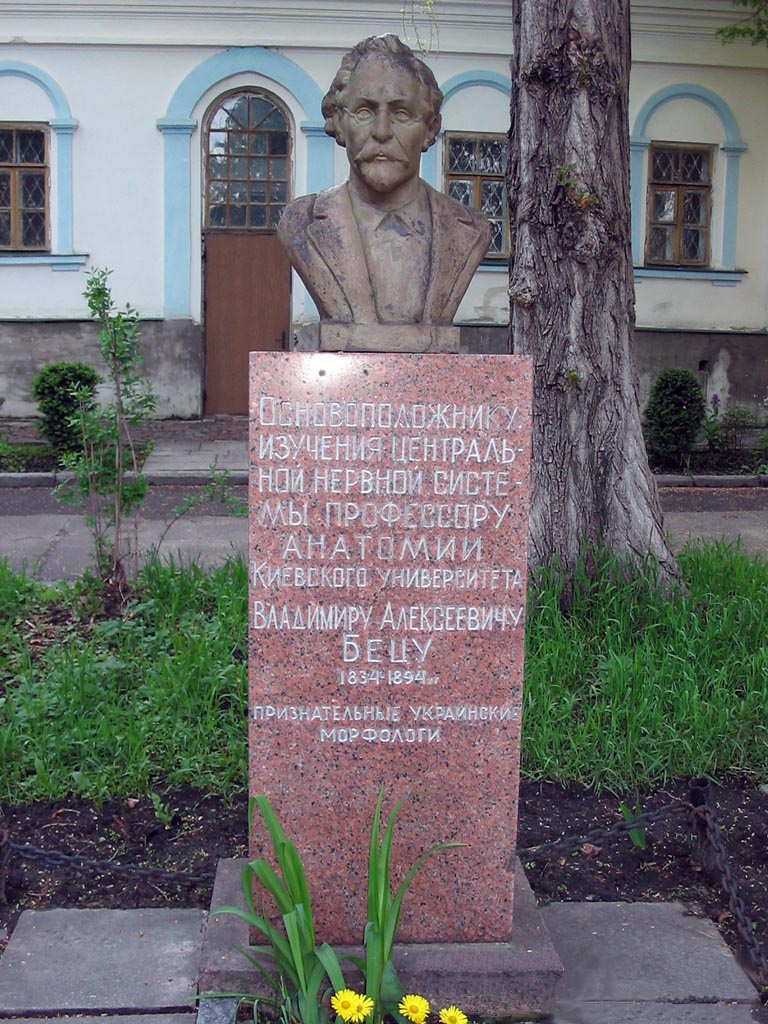
Могила Володимира Беца

Помер 12 жовтня 1894 року. Похований в Києві на цвинтарі біля Видубицького монастиря. Надгробок виконаний у вигляді погруддя на гранітному постаменті.

## Наукова діяльність
Бец залишив близько 50 наукових праць. Роботи присвячені будові людського мозку, зокрема відмінностям у тонкій структурі (архітектоніці) різних його ділянок, зберігають своє величезне значення і досі. Це значною мірою сприяло розвиткові фізіології центральної нервової системи. Володимир Бец відкрив рухову зону кори головного мозку і описав в 1874 році велетенські пірамідні нервові клітини, названі його ім'ям.
Дослідження були проведені на дуже високому технічному рівні; його анатомічні препарати, що зберігаються тепер в Анатомічному музеї Національного медичного університету, дістали найвищу оцінку на виставці в Петербурзі (1872) та всесвітній виставці у Відні (1873).
Поряд з проблемами неврології, опрацьовував багато різноманітних питань теоретичної та практичної медицини. Він вивчав будову надниркових залоз (відкрив так звану хромафінну реакцію їхньої мозкової речовини), вперше провів систематичне дослідження розвитку й росту кісток (1877), написав кілька праць з клінічної діагностики та ін.
Як зазначив у своїй книжці [Архівовано 14 січня 2017 у Wayback Machine.] Ігор Шаров, Бец був неперевершеним майстром виготовлення анатомічних препаратів. Під мікроскопом він робив найтонші зрізи клітин. За колекцією препаратів мозку, яка експонувалася в Петербурзі 1870 р., йому було присуджено срібну медаль. Унікальну колекцію оцінили в 7000 австрійських гульденів, але власник категорично відмовивсяя продати її. Згодом він подарував її Київському університету.
Праця «Новий спосіб дослідження центральної нервової системи людини» (1870 р.) знайомить нас із процесом виготовлення зрізів і отриманням мікроскопічних препаратів мозку. В. Бец на початку статті пише: «Вивчення будови центральної нервової системи страждає однобічною спрямованістю… Дослідники мозку звертають свою увагу переважно на його гістологію. При всій важливості вивчення елементів нервовової системи і зв'язків їх між собою потрібно вважати не менш важливим і вивчення будови мозку як органа, що складається з різних частин, певним чином зв'язаних між собою, тобто топографію мозку… Відсутність точної анатомії мозку походить від відсутності методу дослідження, такого методу, який би поєднував зручності дослідження неозброєним оком з дослідженням під мікроскопом». З приводу теоретичного і прикладного значення анатомічних досліджень В. Бец зазначає: «Між тим потреба точного знання будови мозку — такого значення, щоб воно було доступним кожному лікарю, — росте з кожним днем. Антропологія доти буде страждати від відсутності наукової точності і скептиками вважатиметься химерами, доки анатомія мозку не стане загальнодоступною. Психіатр, розглядаючи змінену щільність, колір, вагу мозку й інші його розбіжності, доти не дійде якихось точних висновків, поки анатом не вкаже шлях, де і що йому шукати, і яким чином».
У 1870 р. В. Бец надрукував роботу «Про групування звивин людського мозку»: «Перші докладні описи звивин мозку Грацієм і Гушке, які вийшли одночасно в 1854 р., при всій точності викладення страждають заплутаністю, особливо система Гушке. Відтоді і по цей час ні порівняльна анатомія, ні спостереження постійного розвитку мозку у зародка не дали простих і надійних засобів для пізнання розташування звивин мозку дорослої людини.
Це повідомлення має на меті подати схематично загальний принцип розташування звивин на обох поверхнях кожної півкулі… Принцип цей заснований на таких міркуваннях. Перпендикулярна борозна кожної півкулі поділяється на дві частини — передню, в бік лоба, і задню, в бік потилиці. При цьому, якщо мозок розглядати в черепі, то кінець нижньої чи скроневої частки знаходиться майже на одній прямій з початком перпендикулярної борозни, можна допустити, що кінець перпендикулярної борозни збігається з закінченням скроневої частки… З боків від перпендикулярної борозни йдуть дві паралельні закрутки — передня і задня. Від передньої закрутки відгалужуються ще три, які сходяться на очно-ямковій частині мозку у горизонтальній частині сільвієвої борозни і тут закінчуються. Три дуги, які проходять від задньої перпендикулярної закрутки, обігнувши верхівку задньої частини мозку і кінець сільвієвої борозни, сходяться у скроневій частці. Внаслідок цього з двох боків перпендикулярної борозни утворюються із закруток мозку по три сферичні трикутники, що належать хоч і до різних сфер, але містяться один в одному».